# Оленич, Иван Иванович
Иван Иванович Оленич (1920—1987) — младший лейтенант Советской Армии, участник Великой Отечественной войны, Герой Советского Союза (1944).

## Биография
Родился 20 марта 1920 года в селе Носковцы (ныне — Жмеринский район Винницкой области Украины). После окончания семи классов школы работал на шахтах. Позднее окончил школу фабрично-заводского ученичества, работал на Николаевском судостроительном заводе. В сентябре 1940 года был призван на службу в Рабоче-крестьянскую Красную Армию. С начала Великой Отечественной войны — на её фронтах. В боях был ранен. В 1943 году окончил Киевское военное училище связи.
К сентябрю 1943 года младший лейтенант Иван Оленич командовал телефонно-кабельным взводом 703-й отдельной роты связи 38-й стрелковой дивизии 40-й армии Воронежского фронта. Отличился во время битвы за Днепр. В ночь с 23 на 24 сентября 1943 года взвод под командованием Ивана Оленича переправился через Днепр в районе села Григоровка Каневского района Черкасской области Украинской ССР и принял активное участие в боях за захват и удержание плацдарма на его западном берегу, проложив кабель связи и на протяжении всего периода боёв поддерживая бесперебойную связь, оперативно устраняя повреждения. Лично уничтожил большое количество солдат и офицеров противника.
Указом Президиума Верховного Совета СССР «О присвоении звания Героя Советского Союза генералам, офицерскому, сержантскому и рядовому составу Красной Армии» от 10 января 1944 года за «образцовое выполнение боевых заданий командования на фронте борьбы с немецкими захватчиками и проявленные при этом отвагу и геройство» младший лейтенант Иван Оленич был удостоен высокого звания Героя Советского Союза с вручением ордена Ленина и медали «Золотая Звезда».
В 1946 году был уволен в запас. Проживал на родине, работал в совхозе. Скончался 31 марта 1987 года, похоронен в Носковцах.
Был также награждён орденом Отечественной войны 1-й степени и рядом медалей.